# Humains - Liberté - Droits fondamentaux
Humains - Liberté - Droits fondamentaux (en allemand : Menschen - Freiheit - Grundrechte, abrégé MFG) est un parti politique autrichien, principalement antivax et anti confinement dans le contexte de la pandémie de Covid-19. Son dirigeant, Joachim Aigner, le décrit comme un parti « des citoyens du centre ». Il est cependant davantage connu pour le penchant de ses électeurs pour les théories conspirationnistes,,,.
Le MFG se fait notamment remarquer en obtenant des sièges lors des élections régionales de 2021 en Haute-Autriche,.